# Edicola (Apple)
Edicola (Newsstand) era un'applicazione sviluppata dalla Apple Inc. per il sistema operativo iOS, con la quale si potevano gestire gli abbonamenti a quotidiani e periodici. Non si trattava di una vera e propria applicazione, ma piuttosto di una cartella nella quale venivano organizzati tutti i quotidiani e periodici presenti sul dispositivo. Con iOS 9 è stata rimpiazzata da News.

## Storia
Edicola è stata pubblicata con iOS 5 il 12 ottobre 2011. L'applicazione, con iOS 9, pubblicato il 16 settembre 2015, è stata rimpiazzata da News.